# Minrecordite
La minrecordite est une espèce minérale rare formée de carbonate de calcium et de zinc, de formule CaZn(CO3)2, elle fait partie du groupe de la dolomite.

## Historique de la description et appellations

### Inventeur et étymologie
Décrite par Garavelly et al. en 1982, et dédiée à la revue The Mineralogical Record.

### Topotype
- Mine de Tsumeb (Tsumcorp Mine), Tsumeb, région d'Otjikoto, Namibie. Les échantillons de référence sont déposés à l'Institut de Minéralogie, Université de Bari, Bari, Italie, N° HO-4/81.

## Caractéristiques physico-chimiques

### Cristallochimie
Elle fait partie du groupe de la dolomite :
Groupe de la dolomite
Le groupe de la dolomite est composé de minéraux de formule générale AB(CO3)2 où  A peut être une atome de calcium, de baryum et ou de strontium ; B  peut être le fer, le magnésium, le zinc et ou le manganèse. Avec la même structure cristalline.
- Ankérite Ca(Fe, Mg, Mn)(CO3)2
- Benstonite (Ba, Sr)6(Ca, Mn)6Mg(CO3)13
- Dolomite CaMg(CO3)2
- Huntite CaMg3(CO3)4
- Kutnohorite Ca(Mn, Mg, Fe)(CO3)2
- Minrecordite CaZn(CO3)2
- Norséthite BaMg(CO3)2

Les borates nordenskiöldine et tusionite sont isostructuraux aux minéraux du groupe de la dolomite.

### Cristallographie
- Paramètres de la maille conventionnelle : a = 4.8183, c = 16.0295, Z = 3; V = 322.28
- Densité calculée= 3,49

## Gîtes et gisements

### Gîtologie et minéraux associés
Gîtologie
- Dans une dolomie d'origine hydrothermale, organisée en gisement de minerais polymétalliques (Tsumeb, Namibie).
- Dans une roche encaissante carbonatée riche en zinc et plomb (Navan, Irlande).

Minéraux associés
- calcite, cérusite, dioptase, dolomite zincifère, duftite, malachite (Tsumeb)
- calcite, dolomite, magnésio-calcite, melnikovite, sphalérite, pyrite, quartz (Navan)

### Gisements producteurs de spécimens remarquables
- États-Unis

Centennial Eureka Mine (Blue Rock), Tintic District, East Tintic Mts, Comté de Juab, Utah
- Irlande

Navan Mine (Tara Mine), Navan (An Uaimh), Comté de Meath, Irlande
- Namibie

Mine de Tsumeb (Tsumcorp Mine), Tsumeb, région d'Otjikoto (topotype)
- Portugal

Mine de Preguiça, Sobral da Adiça, Moura, District de Beja

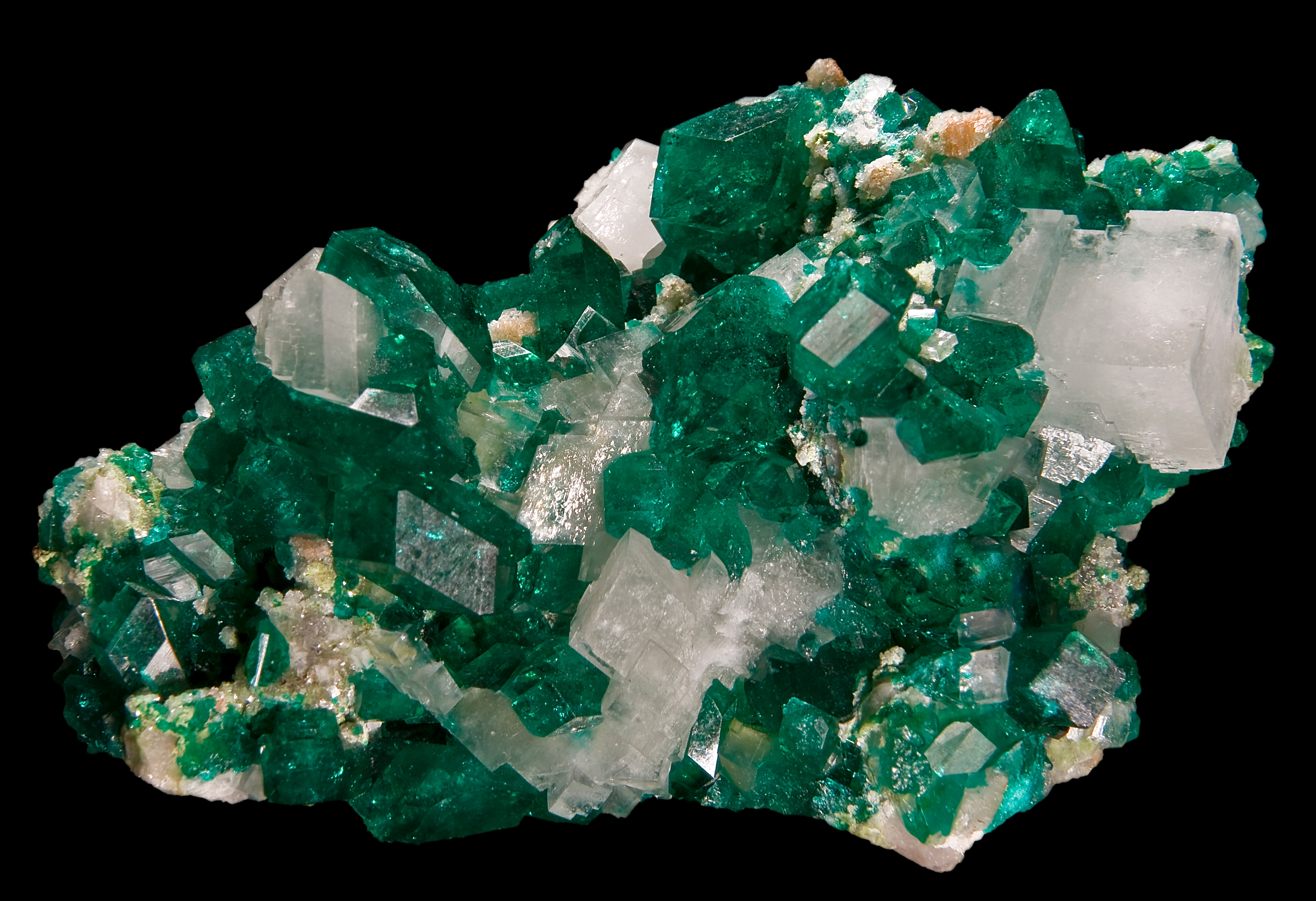
Dioptase, calcite et minrecordite, Gisement topotype
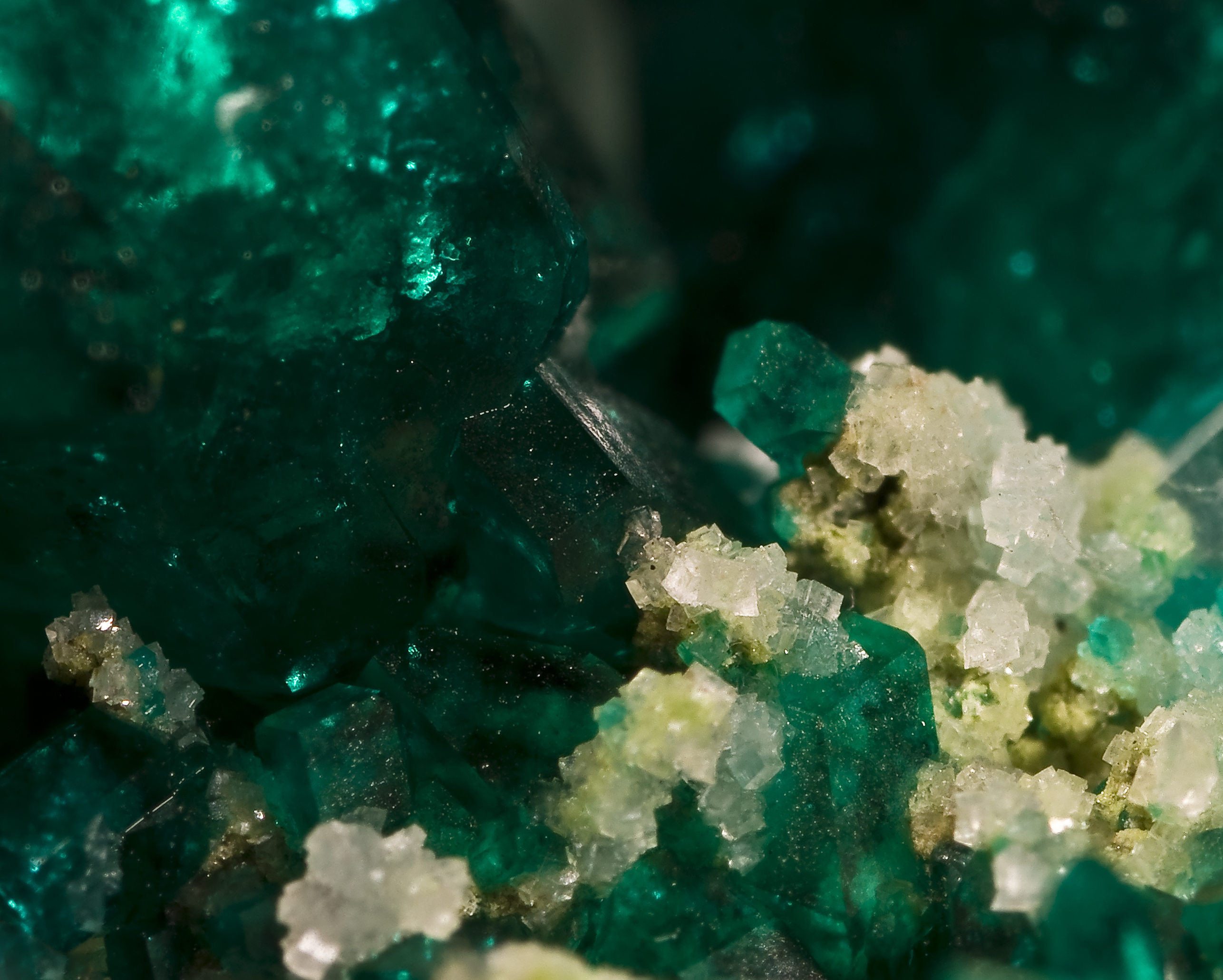
Dioptase, et minrecordite